# Platylenticeras
Platylenticeras – rodzaj głowonogów z wymarłej podgromady amonitów, z rzędu Ammonitida.
Żył w okresie wczesnej kredy (walanżyn).